# シエラレオネ・ナショナルプレミアリーグ
シエラレオネ・ナショナルプレミアリーグ（英語: Sierra Leone National Premier League）は、1967年に開始されたシエラレオネにおけるの最高位のサッカーリーグである。主催はシエラレオネサッカー協会。

## 概要
シエラレオネ・ナショナルプレミアリーグはシエラレオネにおける著名な銀行のひとつ、シエラレオネ商業銀行にスポンサードされている。また、携帯電話会社のリンテル・アフリセルによって2億レオンが賞金として出されており、アフリセル・プレミア・リーグ（英語: Africell Premier League）とも呼ばれる。
イーストエンド・ライオンズ及びマイティ・ブラックプールが最も規模が大きくまた最も成功したサッカークラブとして知られる。リーグはシエラレオネサッカー協会によって運営されている。リーグ創設以来2010-11シーズンまでフリータウン市外のクラブが優勝したことは一度もなかった。2011-12シーズンにコイドゥを本拠地とするダイアモンド・スターズがフリータウン市外のクラブとしてリーグ初優勝した。 シーズンは3月から7月にかけて行われるのが通例である。

### リーグ構成
14のクラブでリーグは構成され、互いにホーム・アンド・アウェイの2ゲームを行う。シーズン終了後に下位2クラブは下位リーグであるシエラレオネ・ナショナル・ファースト・ディヴィジョンの入れ替え戦を行う。上位2クラブにCAFチャンピオンズリーグへの、また、シエラレオネサッカー協会杯の勝者が上位2クラブのいずれかの場合は3位のクラブもCAFコンフェデレーションカップへの予選出場の可能性がある。

## 参加クラブ（2011-2012）
| クラブ名                       | ホームタウン |
| ------------------------------ | ------------ |
| ボー・レンジャーズ             | ボー         |
| セントラル・パレード           | フリータウン |
| ダイアモンド・スターズ         | コイドゥ     |
| イーストエンド・ライオンズ     | フリータウン |
| フリータウンシティFC           | フリータウン |
| ジェムスターズFC               | トンゴマ     |
| FCヨハンセン                   | フリータウン |
| カロンFC                       | フリータウン |
| カンボイ・イーグルス           | ケネマ       |
| キッシー・オールスターズFC     | フリータウン |
| マイティ・ブラックプール       | フリータウン |
| オールド・エドワーディアンズFC | フリータウン |
| ポーツ・オーソリティ           | フリータウン |
| ウスム・スターズ               | マケニ       |

## 歴代優勝クラブ
| - 1968 : マイティ・ブラックプール (フリータウン) - 1969-72 : 開催されず - 1973 : ポーツ・オーソリティ (フリータウン) - 1974 : マイティ・ブラックプール (フリータウン) - 1975-76 : 開催されず - 1977 : イーストエンド・ライオンズ （フリータウン） - 1978 : マイティ・ブラックプール (フリータウン) - 1979 : マイティ・ブラックプール (フリータウン) - 1980 : イーストエンド・ライオンズ （フリータウン） - 1981 : リアル・リパブリカンズ (フリータウン) - 1982 : シエラ・フィッシャリーズ (フリータウン) - 1983 : リアル・リパブリカンズ (フリータウン) - 1984 : リアル・リパブリカンズ (フリータウン) - 1985 : イーストエンド・ライオンズ （フリータウン） - 1986 : シエラ・フィッシャリーズ (フリータウン) | - 1987 : シエラ・フィッシャリーズ (フリータウン) - 1988 : マイティ・ブラックプール (フリータウン) - 1989 : フリータウン・ユナイテッド (フリータウン) - 1990 : オールド・エドワーディアンズFC （フリータウン） - 1991 : マイティ・ブラックプール (フリータウン) - 1992 : イーストエンド・ライオンズ （フリータウン） - 1993 : イーストエンド・ライオンズ （フリータウン） - 1994 : イーストエンド・ライオンズ （フリータウン） - 1995 : マイティ・ブラックプール (フリータウン) - 1996 : マイティ・ブラックプール (フリータウン) - 1997 : イーストエンド・ライオンズ （フリータウン） - 1998 : マイティ・ブラックプール (フリータウン) - 1999 : イーストエンド・ライオンズ （フリータウン） - 1999-00 : マイティ・ブラックプール (フリータウン) - 2000-01 : マイティ・ブラックプール (フリータウン) | - 2002-04 : 開催されず - 2005 : イーストエンド・ライオンズ （フリータウン） - 2005-06 : カロンFC （フリータウン） - 2007-08 : ポーツ・オーソリティ （フリータウン） - 2008-09 : イーストエンド・ライオンズ （フリータウン） - 2009-10 : イーストエンド・ライオンズ （フリータウン） - 2010-11 : ポーツ・オーソリティ （フリータウン） - 2011-12 : ダイアモンド・スターズ （コイドゥ） - 2012-13 : ダイアモンド・スターズ （コイドゥ） - 2014 : 中断 - 2015-18 : 開催されず - 2019 : イーストエンド・ライオンズ - 2020 : 開催されず - 2021-22 : ボー・レンジャーズ - 2022-23 : ボー・レンジャーズ |

## クラブ別優勝回数
| クラブ                                                   | 回数 |
| -------------------------------------------------------- | ---- |
| イーストエンド・ライオンズ                               | 12   |
| マイティ・ブラックプール                                 | 11   |
| カロンFC (旧称 シエラ・フィッシャリーズ)                 | 4    |
| リアル・リパブリカンズ                                   | 3    |
| ポーツ・オーソリティ                                     | 3    |
| ダイアモンド・スターズ                                   | 2    |
| ボー・レンジャーズ                                       | 2    |
| フリータウン・シティFC (旧称 フリータウン・ユナイテッド) | 1    |
| オールド・エドワーディアンズFC                           | 1    |